# Селби (Англия)
Селби (англ. Selby) — город в Англии, со статусом общины церемониального графства Норт-Йоркшир. Расположенный в 12 милях (19,3 км) к югу от Йорка, вдоль течения реки Уз, Селби — крупнейший и наиболее населённый посёлок государственного округа Селби. По данным переписи 2001 года население составляет 13012 жителей.
В прошлом в Селби была развито судостроение. Селби был важным портом в основном в связи с расположением канала Селби, являвшего основным торговым путём из города Лидса.

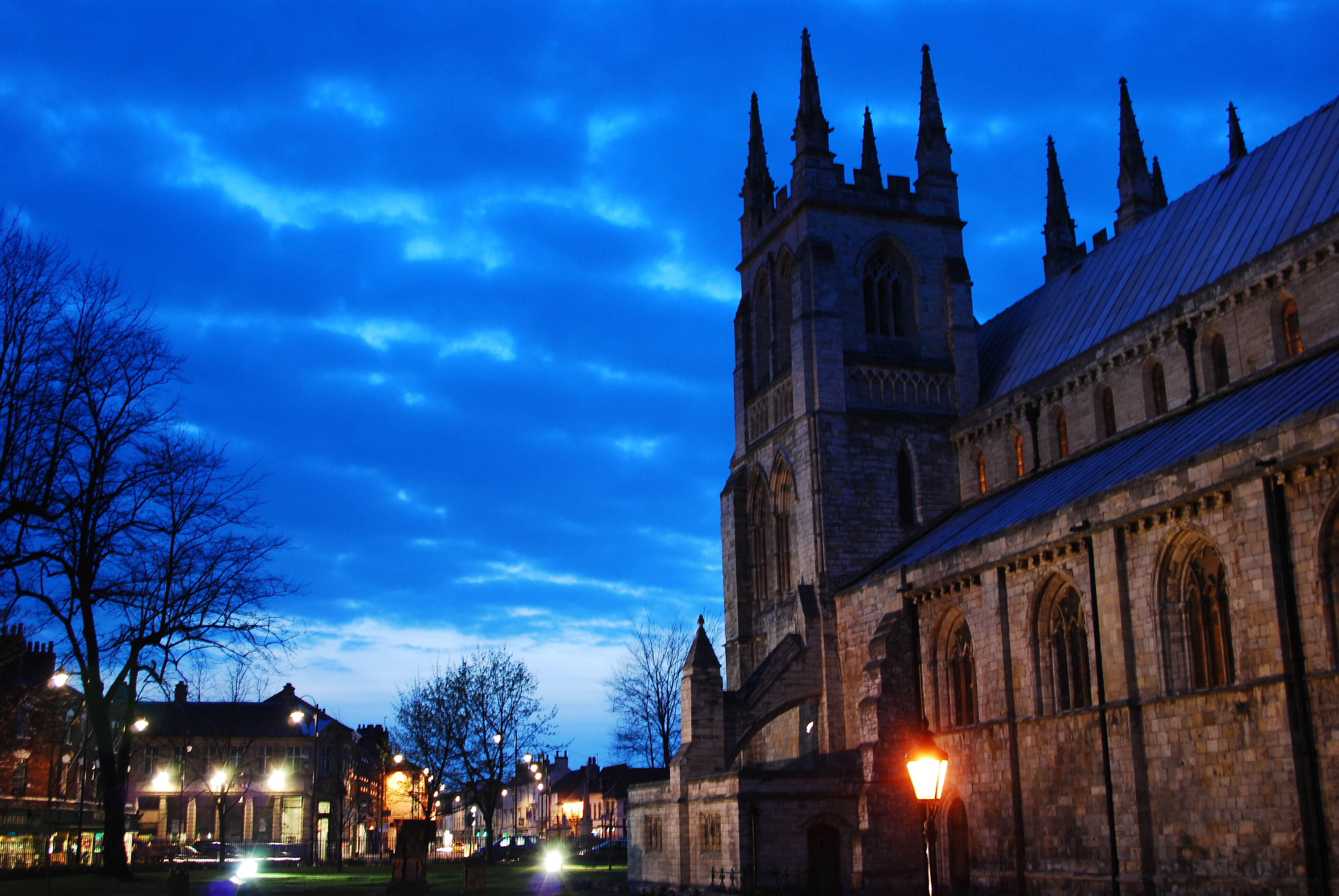
Селби

## История
В качестве времени основания посёлка рассматривается появление поселения викингов на берегу реки Уз. Во время археологических исследований в Селби были обнаружены развалины, включая полузатопленные захоронения в центре посёлка, датируемые Римской эпохой. Предполагается, что Селби был основан как поселение Селетун, упомянутое в Англосаксонской хронике в 779 году н. э.
Селби считается традиционным местом рождения короля Генриха I, четвёртого сына Вильгельма Завоевателя, в 1068/69 году .

## Города-побратимы
- Карантан (Франция)

## Известные жители
- Смитсон Теннант — английский химик, открывший иридий и осмий.